# Anders Frisk
Anders Frisk (Göteborg, 1963. február 18. –) svéd nemzetközi labdarúgó-játékvezető.

## Pályafutása

### Nemzeti játékvezetés
Játékvezetésből 1978-ban Göteborgban vizsgázott. Vizsgáját követően a Göteborgi Labdarúgó-szövetség által üzemeltetett labdarúgó bajnokságokban kezdte sportszolgálatát[forrás?]. A Svéd Labdarúgó-szövetség Játékvezető Bizottságának (JB) minősítésével 1989-től Allsvenskan játékvezetője. Küldési gyakorlat szerint rendszeres partbírói szolgálatot is végzett. A nemzeti játékvezetéstől 2005-ben fenyegetettség miatt visszavonult.

### Nemzetközi játékvezetés
A Svéd labdarúgó-szövetség JB terjesztette fel nemzetközi játékvezetőnek, a Nemzetközi Labdarúgó-szövetség (FIFA) 1991-től tartotta nyilván bírói keretében. A FIFA JB központi nyelvei közül az angolt és a németet beszéli. Több nemzetek közötti válogatott, valamint UEFA-kupa, Kupagyőztesek Európa-kupája és UEFA-bajnokok ligája klubmérkőzést vezetett, vagy működő társának 4. bíróként segített. A svéd nemzetközi játékvezetők rangsorában, a világbajnokság-Európa-bajnokság sorrendjében  az 1. helyet foglalja el 31 találkozó szolgálatával. A 18 éves pályafutása alatt 118 nemzetközi mérkőzést vezetett. Az UEFA által szervezett labdarúgó kupasorozatokban összesen 68 találkozóval a 3. helyen áll. Európában vezetett válogatott mérkőzéseinek száma: 38.
2005-ben a Chelsea – FC Barcelona (1 – 2) UEFA-bajnokok ligája selejtező mérkőzést követően - a mérkőzésen a két sárgát összegyűjtő Didier Drogbát kiállította, ennek ellenére a Chelsea (5 – 4)-es gólkülönbséggel továbbjutott. A mérkőzést követően őt és családját ért halálos fenyegetések miatt azonnali hatállyal befejezte pályafutását. Érdekes, hogy a svájci Urs Meier játékvezető ellen is az angol sportvezetés és a bulvársajtó indított életveszélyes fenyegetést. A nemzetközi sajtó és az angol szurkolók fenyegetései miatt 2005-ben visszavonult.
| Időpont          | Helyszín                    | Mérkőzés típusa           | Mérkőzés           | Eredmény | Nézők száma |
| ---------------- | --------------------------- | ------------------------- | ------------------ | -------- | ----------- |
| 1991. július 17. | Laugardalsvöllur, Reykjavík | első nemzetközi mérkőzése | Izland–Törökország | 5 – 1    | 3 177       |

#### Labdarúgó-világbajnokság
Az 1993-as U17-es labdarúgó-világbajnokságon a FIFA JB bíróként alkalmazta.
| Időpont             | Helyszín                | Mérkőzés típusa              | Mérkőzés                                     | Eredmény | Nézők száma |
| ------------------- | ----------------------- | ---------------------------- | -------------------------------------------- | -------- | ----------- |
| 1993. augusztus 22. | Városi Stadion, Nagoja  | csoportmérkőzés (B. csoport) | Ausztrália–Argentína                         | 2 – 2    | 7 952       |
| 1993. augusztus 24. | Városi Stadion, Nagoja  | csoportmérkőzés (B. csoport) | Argentin U17-es labdarúgó-válogatott–Nigéria | 0 – 4    | 6 810       |
| 1993. szeptember 1. | Kijelölt Stadion, Tokió | egyik elődöntő               | Ghána–Chile                                  | 3 – 0    | 7 500       |

---
Az 1994-es labdarúgó-világbajnokságon, az 1998-as labdarúgó-világbajnokságon valamint a 2002-es labdarúgó-világbajnokságon a FIFA JB bíróként alkalmazta. Selejtező mérkőzéseket az UEFA és a COMNEBOL   zónákban irányított. A  felkészülés során komoly hátsérülést szenvedett, befutott játékvezetőként nem lehetett ott az 1998-as tornán. Pierluigi Collina önéletrajzában azt írta, hogy 2002-ben Frisk volt az egyetlen játékvezető, akiről úgy vélte, hogy ő fogja vezetni a világbajnoki döntőt. Világbajnokságokon vezetett mérkőzéseinek száma: 2.

##### 1994-es labdarúgó-világbajnokság
| Időpont             | Helyszín                       | Mérkőzés típusa           | Mérkőzés            | Eredmény | Nézők száma |
| ------------------- | ------------------------------ | ------------------------- | ------------------- | -------- | ----------- |
| 1992. szeptember 9. | Lansdowne Road Stadion, Dublin | előselejtező (3. csoport) | Írország–Lettország | 4 – 0    | 32 000      |

##### 1998-as labdarúgó-világbajnokság

###### Selejtező mérkőzés
| Időpont              | Helyszín                    | Mérkőzés típusa           | Mérkőzés                 | Eredmény | Nézők száma |
| -------------------- | --------------------------- | ------------------------- | ------------------------ | -------- | ----------- |
| 1996. október 9.     | Sparta Stadion, Prága       | előselejtező (6. csoport) | Csehország–Spanyolország | 0 – 0    | 19 223      |
| 1997. április 30.    | Weser Stadion, Bréma        | előselejtező (9. csoport) | Németország–Ukrajna      | 2 – 0    | 34 000      |
| 1997. szeptember 10. | Tehelne Stadion, Bratislava | előselejtező (6. csoport) | Szlovákia–Jugoszlávia    | 1 – 1    | 25 500      |

##### 2002-es labdarúgó-világbajnokság

###### Selejtező mérkőzés
| Időpont             | Helyszín                       | Mérkőzés típusa           | Mérkőzés                              | Eredmény | Nézők száma |
| ------------------- | ------------------------------ | ------------------------- | ------------------------------------- | -------- | ----------- |
| 2000. október 7.    | Widzew Stadion, Łódź           | előselejtező (5. csoport) | Lengyelország–Fehéroroszország        | 3 – 1    | 7 638       |
| 2001. június 6.     | Ramat Gan Stadion, Ramat-Gan   | előselejtező (7. csoport) | Izrael–Spanyol labdarúgó-válogatott   | 1 – 1    | 25 000      |
| 2001. október 6.    | Schalke Stadion, Gelsenkirchen | előselejtező (9. csoport) | Német labdarúgó-válogatott–Finnország | 0 – 0    | 52 000      |
| 2001. november 14.  | Sparta Stadion, Prága          | rájátszás (2. mérkőzés)   | Belgium–Cseh labdarúgó-válogatott     | 0 – 1    | 18 996      |
| 2001. szeptember 4. | Nemzeti Stadion, Lima          | CONMEBOL zóna (15. kör)   | Peru–Uruguay                          | 0 – 2    | 36 226      |

###### Világbajnoki mérkőzés
| Időpont          | Helyszín               | Mérkőzés típusa              | Mérkőzés                                             | Eredmény | Nézők száma |
| ---------------- | ---------------------- | ---------------------------- | ---------------------------------------------------- | -------- | ----------- |
| 2002. június 8.  | Jeju Stadion, Seogwipo | csoportmérkőzés (C. csoport) | Brazília–Kína                                        | 4 – 0    | 36 750      |
| 2002. június 16. | Városi Stadion, Szuvon | egyik nyolcaddöntő           | Spanyol labdarúgó-válogatott–Ír labdarúgó-válogatott | 1 – 1    | 38 926      |

##### 2006-os labdarúgó-világbajnokság
| Időpont             | Helyszín                     | Mérkőzés típusa           | Mérkőzés                | Eredmény | Nézők száma |
| ------------------- | ---------------------------- | ------------------------- | ----------------------- | -------- | ----------- |
| 2004. szeptember 8. | Karaiskakis Stadion, Pireusz | előselejtező (2. csoport) | Görögország–Törökország | 0 – 0    | 32 182      |

#### Labdarúgó-Európa-bajnokság
Az 1991-es U16-os labdarúgó-Európa-bajnokságon az UEFA JB hivatalnokként foglalkoztatta.
| Időpont         | Helyszín               | Mérkőzés típusa              | Mérkőzés                  | Eredmény |
| --------------- | ---------------------- | ---------------------------- | ------------------------- | -------- |
| 1991. május 10. | Városi Stadion, Baden  | csoportmérkőzés (B. csoport) | Portugália–Görögország    | 1 – 1    |
| 1991. május 18. | Wankdorf Stadion, Bern | döntő                        | Németország–Spanyolország | 0 – 2    |

---
Az 1996-os labdarúgó-Európa-bajnokságon, a 2000-es labdarúgó-Európa-bajnokságon, valamint a 2004-es labdarúgó-Európa-bajnokságon az UEFA JB játékvezetőként foglalkoztatta. Karrierje egyik legszebb fénypontja lett, amikor 2000-ben az UEFA JB kijelölte a döntő mérkőzés irányítására.

##### 1996-os labdarúgó-Európa-bajnokság

###### Selejtező mérkőzés
| Időpont             | Helyszín               | Mérkőzés típusa           | Mérkőzés                                                  | Eredmény | Nézők száma |
| ------------------- | ---------------------- | ------------------------- | --------------------------------------------------------- | -------- | ----------- |
| 1994. szeptember 7. | Daugavas Stadion, Riga | előselejtező (6. csoport) | Lett labdarúgó-válogatott–Ír labdarúgó-válogatott         | 0 – 3    | 3 226       |
| 1995. április 25.   | Górnik Stadion, Zabrze | előselejtező (1. csoport) | Lengyel labdarúgó-válogatott–Izraeli labdarúgó-válogatott | 4 – 3    | 5 500       |
| 1995. október 7.    | Dinamo Stadion, Minszk | előselejtező (5. csoport) | Fehérorosz labdarúgó-válogatott–Cseh labdarúgó-válogatott | 0 – 2    | 9 500       |

###### Európa-bajnoki mérkőzés
| Időpont          | Helyszín                        | Mérkőzés típusa              | Mérkőzés                              | Eredmény | Nézők száma |
| ---------------- | ------------------------------- | ---------------------------- | ------------------------------------- | -------- | ----------- |
| 1996. június 19. | Anfield Road Stadion, Liverpool | csoportmérkőzés (C. csoport) | Cseh labdarúgó-válogatott–Oroszország | 3 – 3    | 21 128      |

##### 2000-es labdarúgó-Európa-bajnokság

###### Selejtező mérkőzés
| Időpont             | Helyszín                       | Mérkőzés típusa           | Mérkőzés                                           | Eredmény | Nézők száma |
| ------------------- | ------------------------------ | ------------------------- | -------------------------------------------------- | -------- | ----------- |
| 1998. szeptember 5. | Ernst Happel Stadion, Bécs     | előselejtező (6. csoport) | Ausztria–Izraeli labdarúgó-válogatott              | 1 – 1    | 20 000      |
| 1999. szeptember 5. | JNA Stadion, Belgrád           | előselejtező (8. csoport) | Jugoszláv labdarúgó-válogatott–Macedónia           | 3 – 1    | 22 000      |
| 1999. november 13.  | Lansdowne Road Stadion, Dublin | előselejtező (3. csoport) | Ír labdarúgó-válogatott–Török labdarúgó-válogatott | 1 – 1    | 33 610      |

###### Európa-bajnoki mérkőzés
| Időpont          | Helyszín                      | Mérkőzés típusa              | Mérkőzés                                 | Eredmény | Nézők száma |
| ---------------- | ----------------------------- | ---------------------------- | ---------------------------------------- | -------- | ----------- |
| 2000. június 12. | Philips Stadion, Eindhoven    | csoportmérkőzés (A. csoport) | Portugália–Anglia                        | 3 – 2    | 31 500      |
| 2000. június 21. | ArenA Stadion, Amszterdam     | csoportmérkőzés (D. csoport) | Hollandia–Franciaország                  | 2 – 3    | 51 000      |
| 2000. július 2.  | Feijenoord Stadion, Rotterdam | döntő                        | Francia labdarúgó-válogatott–Olaszország | 2 – 1    | 48 200      |

##### 2004-es labdarúgó-Európa-bajnokság

###### Selejtező mérkőzés
| Időpont              | Helyszín                       | Mérkőzés típusa            | Mérkőzés                                             | Eredmény | Nézők száma |
| -------------------- | ------------------------------ | -------------------------- | ---------------------------------------------------- | -------- | ----------- |
| 2002. október 12.    | Vasil Levski Stadion, Szófia   | előselejtező (8. csoport)  | Bulgária–Horvátország                                | 2 – 0    | 43 000      |
| 2003. augusztus 20.  | Crvena Zvezda Stadion, Belgrád | előselejtező (9. csoport)  | Szerbia és Montenegró–Wales                          | 1 – 0    | 22 000      |
| 2003. szeptember 10. | Westfalen Stadion, Dortmund    | előselejtező (5. csoport)  | Német labdarúgó-válogatott–Skócia                    | 2 – 1    | 67 000      |
| 2003. október 11.    | St.Jakob Park Stadion, Bázel   | előselejtező (10. csoport) | Svájc–Ír labdarúgó-válogatott                        | 2 – 0    | 31 000      |
| 2003. november 19.   | İnönü Stadion, Isztambul       | rájátszás (2. mérkőzés)    | Török labdarúgó-válogatott–Lett labdarúgó-válogatott | 2 – 2    | 37 300      |

###### Európa-bajnoki mérkőzés
| Időpont          | Helyszín                         | Mérkőzés típusa              | Mérkőzés                                                    | Eredmény | Nézők száma |
| ---------------- | -------------------------------- | ---------------------------- | ----------------------------------------------------------- | -------- | ----------- |
| 2004. június 15. | Dragão Stadion, Porto            | csoportmérkőzés (D. csoport) | Holland labdarúgó-válogatott–Német labdarúgó-válogatott     | 1 – 1    | 48 197      |
| 2004. június 20. | José Alvalade Stadion, Lisszabon | csoportmérkőzés (A. csoport) | Portugál labdarúgó-válogatott–Spanyol labdarúgó-válogatott  | 0 – 1    | 47 491      |
| 2004. június 25. | José Alvalade Stadion, Lisszabon | egyik negyeddöntő            | Görög labdarúgó-válogatott–Francia labdarúgó-válogatott     | 0 – 1    | 45 390      |
| 2004. június 30. | José Alvalade Stadion, Lisszabon | egyik elődöntő               | Portugál labdarúgó-válogatott –Holland labdarúgó-válogatott | 2 – 1    | 46 679      |

#### Konföderációs kupa
Az 1999-es konföderációs kupa tornán a FIFA JB bíróként alkalmazta.
| Időpont            | Helyszín                     | Mérkőzés típusa              | Mérkőzés                                     | Eredmény | Nézők száma |
| ------------------ | ---------------------------- | ---------------------------- | -------------------------------------------- | -------- | ----------- |
| 1999. július 25.   | Azték Stadion, Mexikóváros   | csoportmérkőzés (A. csoport) | Bolívia–Egyiptom                             | 2 – 2    | 85 000      |
| 1999. július 28.   | Jalisco Stadion, Guadalajara | csoportmérkőzés (B. csoport) | Brazil labdarúgó-válogatott–Egyesült Államok | 1 – 0    | 54 000      |
| 1999. augusztus 4. | Azték Stadion, Mexikóváros   | döntő                        | Mexikó–Brazil labdarúgó-válogatott           | 4 – 3    | 110 000     |

## Szakmai sikerek
- az IFFHS (International Federation of Football History & Statistics) 10-es listájának besorolása alapján: 1991-ben a 7.; 1999-ben a 10.; 2000-ben és 2001-ben a 2.; 2002-ben a 4.; 2003-ban az 5.; 2004-ben a 3.; legjobb bíró.
- 2005-ben FIFA Érdemrendet (FIFA Presidential Award) kapta. A díjat a FIFA soros (Haiti) kongresszusán, az ajánló bizottság javaslatára Joseph Blatter adta át. Olyan személyek kaphatják, akik jelentősen hozzájárultak a labdarúgó-sport fejlődéséhez.
- az IFFHS 2008-ban tartott nemzetközi szavazásán minden idők 6. legjobb bírójának rangsorolta,
- az IFFHS 1987–2011 évadokról tartott nemzetközi szavazásán 151 játékvezető besorolásával minden idők 9 legjobb bírójának rangsorolta.

## Sportvezetés, humanitárius politika
Nemzetközi- és nemzeti mérkőzésvezetésen kívül Frisk nagykövetként tevékenykedik a Vöröskereszt kampányaiban, az UEFA/Nemzetközi Békéjéért, ahol a háborúban övezetekben kihangsúlyozza a gyerekek nehéz helyzetét. Egyik humanitárius tevékenységének helye Sierra Leoneban volt, ahol gyerekkatonákat alkalmaztak a gyilkolásra.